# Mainzer Rad

Darstellung des Mainzer Rades als Doppelrad im Wappen von Mainz bis 1992

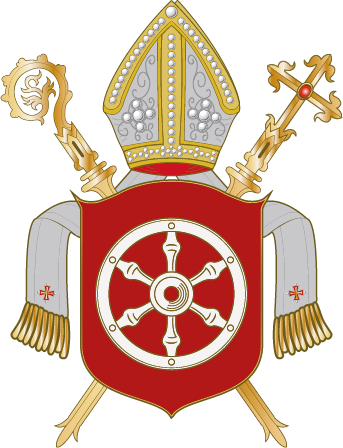
Wappen des Mainzer Bistums

Das Mainzer Rad ist eine gemeine Figur in der Heraldik der Stadt Mainz in Rheinland-Pfalz. Es ist ein Wappenbild mit Eigennamen, das ein sechsspeichiges silberfarbenes Rad auf rotem Grund zeigt. Um sich vom früheren  Mainzer Kurstaat zu unterscheiden, führt die Stadt in ihrem Wappen anstelle eines einzelnen ein doppeltes Rad, das mit einem Kreuz verbunden ist. Auch das Land Rheinland-Pfalz und viele Kommunen, die historisch mit der Stadt oder dem Kurfürstentum Mainz verbunden sind, führen das Rad in ihren Wappen. Darüber hinaus ist es bis heute auf vielen Steinmetzarbeiten – beispielsweise auf alten Grenzsteinen – sowie auf mittelalterlichen Siegeln und ähnlichen Arbeiten zu finden.

## Entstehung
Das Mainzer Wappen, aus dem Abzeichen des Bistums Mainz hervorgegangen, lässt sich als Doppelrad auf Münzen des Erzbischofs Siegfried III. von Eppstein (1230–1249) nachweisen. Zu dieser Zeit war Mainz Zentrum des Rheinischen Städtebundes. Ab dem 14. Jahrhundert wurde es mit einem Kreuz zum Doppelrad verbunden. Zwei Jahrhunderte später erfolgte die Schrägrechtsstellung als silbernes Rad im roten Feld. Als Worbis zum Erzbistum Mainz gehörte (14. Jahrhundert), änderte es sein Wappen und Siegel nach der Verleihung durch Erzbischof Daniel Brendel von Homburg 1576, welches heute noch das Rad zeigt.
Die Entstehung des Mainzer Rades ist bisher nicht eindeutig geklärt. Es gibt zahlreiche Sagen und eine Theorie, die als wahrscheinlich gilt.

### Willigis-Sage
Eine Überlieferung beruft sich auf den Bischof Willigis, der 975 zum Erzbischof von Mainz gewählt wurde und Sohn eines Wagners gewesen sein soll. Um seine einfache Herkunft zu betonen, soll Willigis das Rad, eines der wichtigsten Erzeugnisse des Wagnerberufes, als Wappenzeichen ausgewählt haben. Dies ist allerdings nach wissenschaftlicher Forschung nicht haltbar, da es Wappen erst seit dem 12. Jahrhundert gibt.
Die spätmittelalterliche Überlieferung ist durch die Deutschen Sagen der Brüder Grimm populär geworden:

„Im Jahre 1009 wurde Willegis, ein frommer und gelehrter Mann, zum Bischof von Mainz gewählt; er war aber von geringer, armer Herkunft und sein Vater ein Wagnersmann gewesen. Des haßten ihn die adligen Tumherren und Stiftsgenossen, nahmen Kreide und maleten ihm verdrießweise Räder an die Wände und Türen seines Schlosses; gedachten ihm damit eine Schmach zu tun. Als der fromme Bischof ihren Spott vernahm, da hieß er einen Maler rufen; dem befahl er, mit guter Farbe in alle seine Gemächer weiße Räder in rote Felder zu malen, und ließ dazusetzen einen Reim, der sagte: »Willegis, Willegis, denk, woher du kommen sis.« Daher rührt, daß seit der Zeit alle Bischöfe zu Mainz weiße Räder im roten Schild führen. Andere fügen hinzu, Willegis habe, von Demütigkeit wegen, ein hölzernes Pflugrad stets an seiner Bettstätte hangen gehabt.“

### Rad des Heiligen Martin

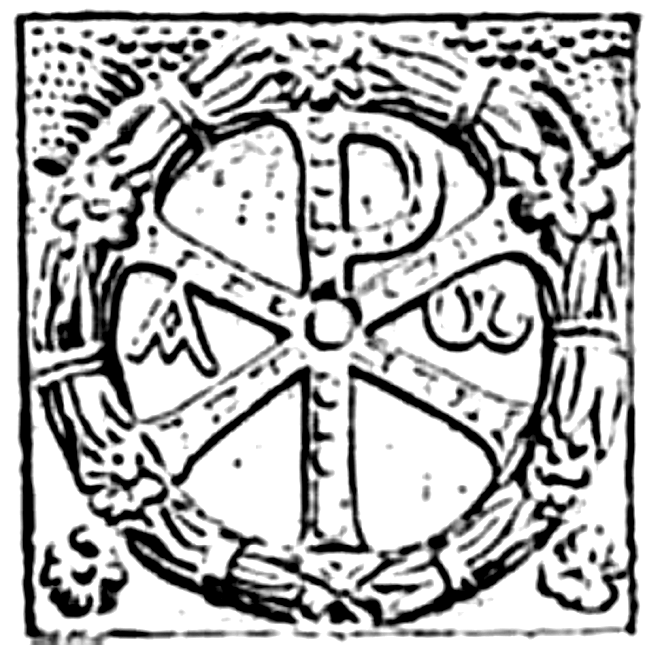
Labarum des Christusmonogramm XP (Chi-Ro)

Wahrscheinlicher ist die Theorie, dass das Rad aus den Visionen des Propheten Ezechiel über den Gotteswagen und das Rad als Attribut des heiligen Martin, Patron der Stadt und des Doms, stammt. Das Ratssiegel von 1300 jedenfalls zeigt den Heiligen mit den beiden Rädern. Darüber hinaus wurden die Mainzer Erzbischöfe des Mittelalters als currum Dei (Lenker des Gotteswagens) beziehungsweise currum ecclesiae Moguntinae aurigantes (Lenker des Wagens der Mainzer Kirche) bezeichnet. Bei der Frage nach dem Grund für die Wahl des Rades als Wappen greift die Forschung bisweilen auf die Theorien vom Christusmonogramm zurück. Dieses, eingefasst in einen Nimbuskreis, habe danach das Mainzer Rad ergeben. Dessen Führung im Wappen sei für den Erzbischof und Kurfürsten von Mainz als Reichserzkanzler des Heiligen Römischen Reiches und damit des führenden Kirchenfürsten im Reich eine Selbstverständlichkeit gewesen.

### Weitere Theorien
Andere Theorien sehen in dem Rad das Christusmonogramm XP (Chi-Rho), das Kaiser Konstantin als Feldzeichen diente, das Symbol des Mithras, eines persisch-römischen Sonnengottes, oder das des Mogon, eines keltischen Sonnengottes, von dem sich der römische Name von Mainz „Mogontiacum“ herleitet.

## Darstellung

### Kurfürstwappen
Das erste Doppelrad lässt sich auf Münzen des Erzbischofs Siegfried III. von Eppstein (1230–1249) nachweisen. Seit diesem Zeitpunkt hatten fast alle Kurfürsten und Bischöfe von Mainz das Rad in ihrem Wappen. Eine Auflistung ist in der Liste der Bischöfe von Mainz enthalten.
In Siebmachers Wappenbuch von 1605 ist auf der Tafel 3 unter Kurfürsten das Wappen des damaligen Erzbischofs Johann Schweikhard von Cronberg abgebildet, es zeigt zwei Einzelräder mit je acht Speichen; auf dem zweiten Helm befindet sich ebenfalls ein achtspeichiges Rad. Auf Tafel 9 unter Erzbistümer und Bistümer ist eine farbige Zeichnung des Wappens Erzbistums: in Rot ein sechsspeichiges silbernes Rad.

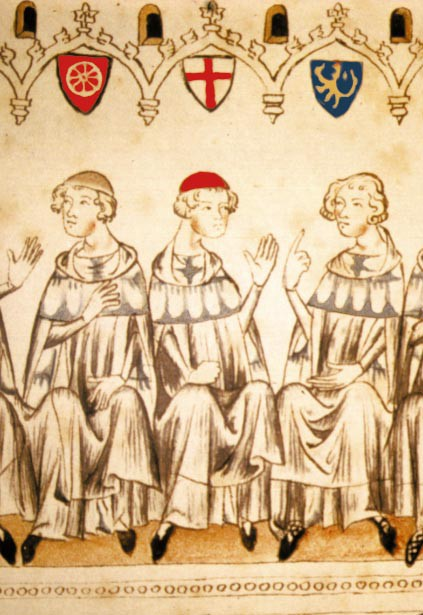
Die drei Kurfürsten aus dem späteren Rheinland-Pfalz unter ihren Wappen: v.l. Peter von Mainz, Balduin von Trier und Pfalzgraf Rudolf. (Federzeichnung auf Pergament aus dem Jahr 1341, heute Landeshauptarchiv Koblenz)
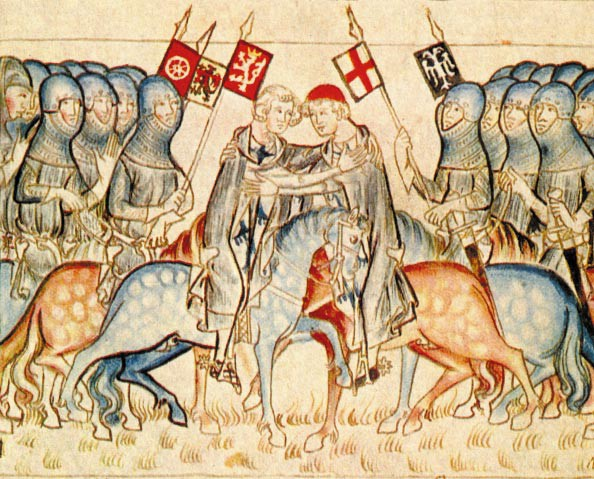
Kurfürst Balduin von Trier (Wappen: rotes Kreuz auf weißem Grund) begegnet seinem Neffen Johann, dem König von Böhmen (Wappen: weißer Löwe auf rotem Grund). In der Begleitung Johanns erkennt man an seinem Wappen (weißes Rad auf rotem Grund) den Erzbischof von Mainz.
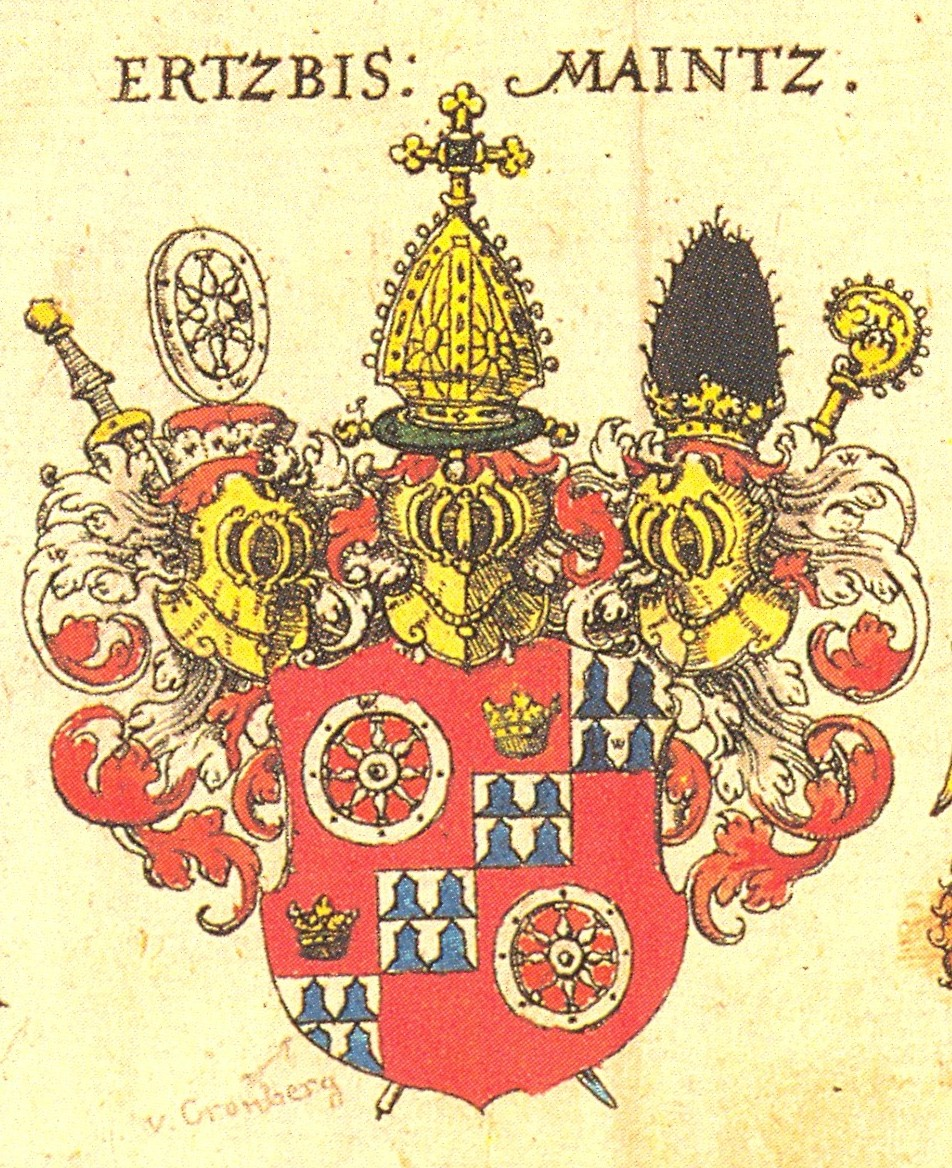
Siebmachers Wappenbuch Tafel 3: Ertzbischof von Maintz, das Wappen des damaligen Mainzer Erzbischofs Johann Schweikhard von Cronberg, in Rot ein achtspeichiges Doppelrad
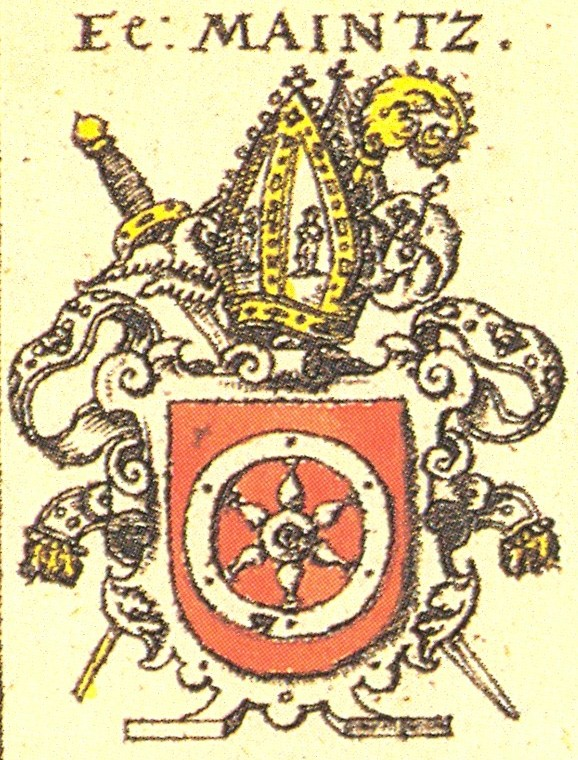
Siebmachers Wappenbuch Tafel 9: Erzbistum Maintz, in Rot ein sechsspeichiges Rad
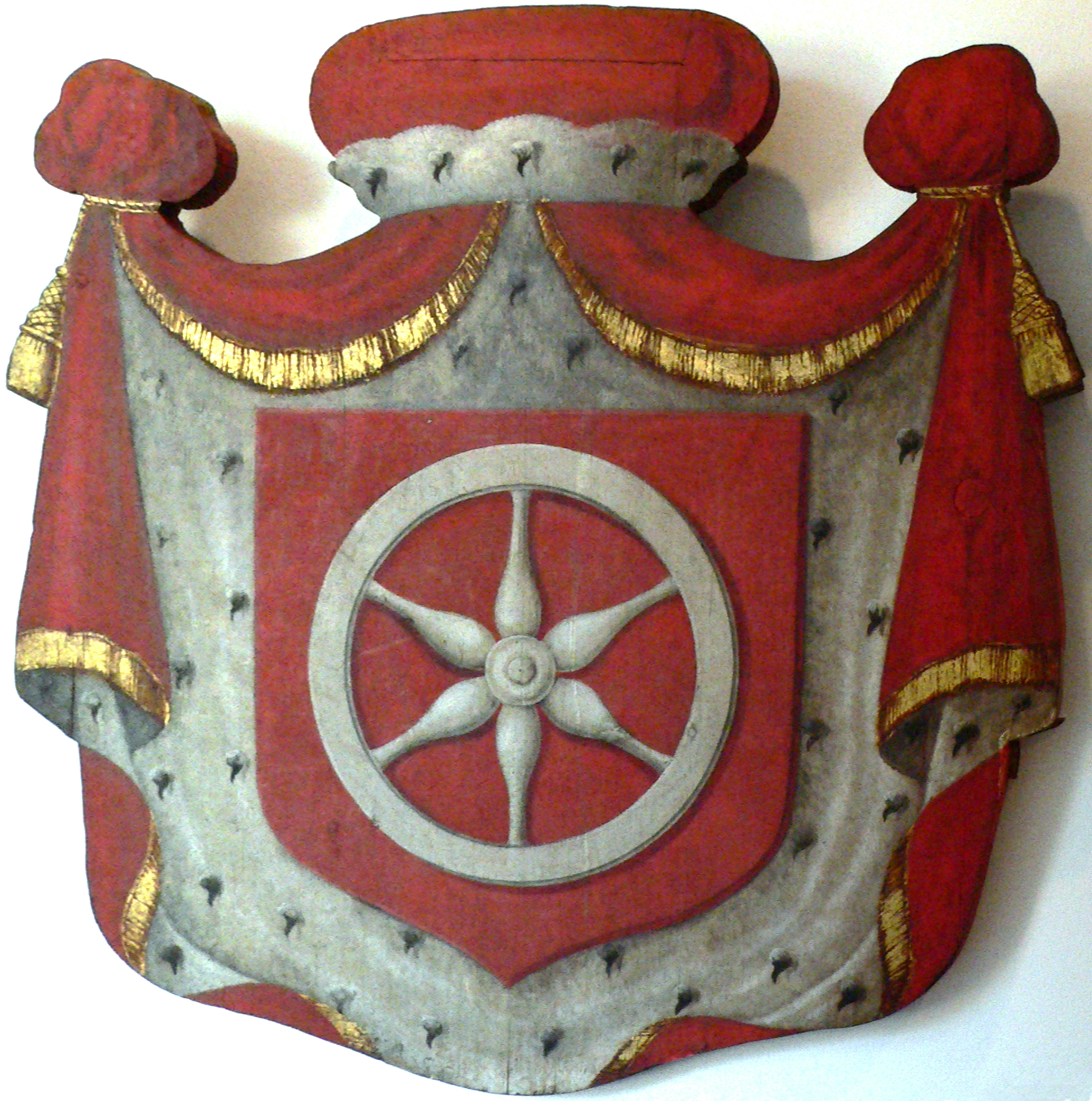
Kurmainzische Wappentafel aus der Mitte des 18. Jh. (Öl auf Holz)
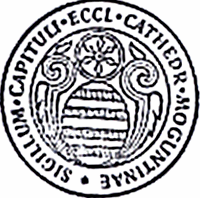
Das Kapitelssiegel zeigt das Kapitelwappen überhöht von einem sechsspeichigen Rad. Die lateinische Umschrift bedeutet: Siegel des Mainzer Domkapitels.
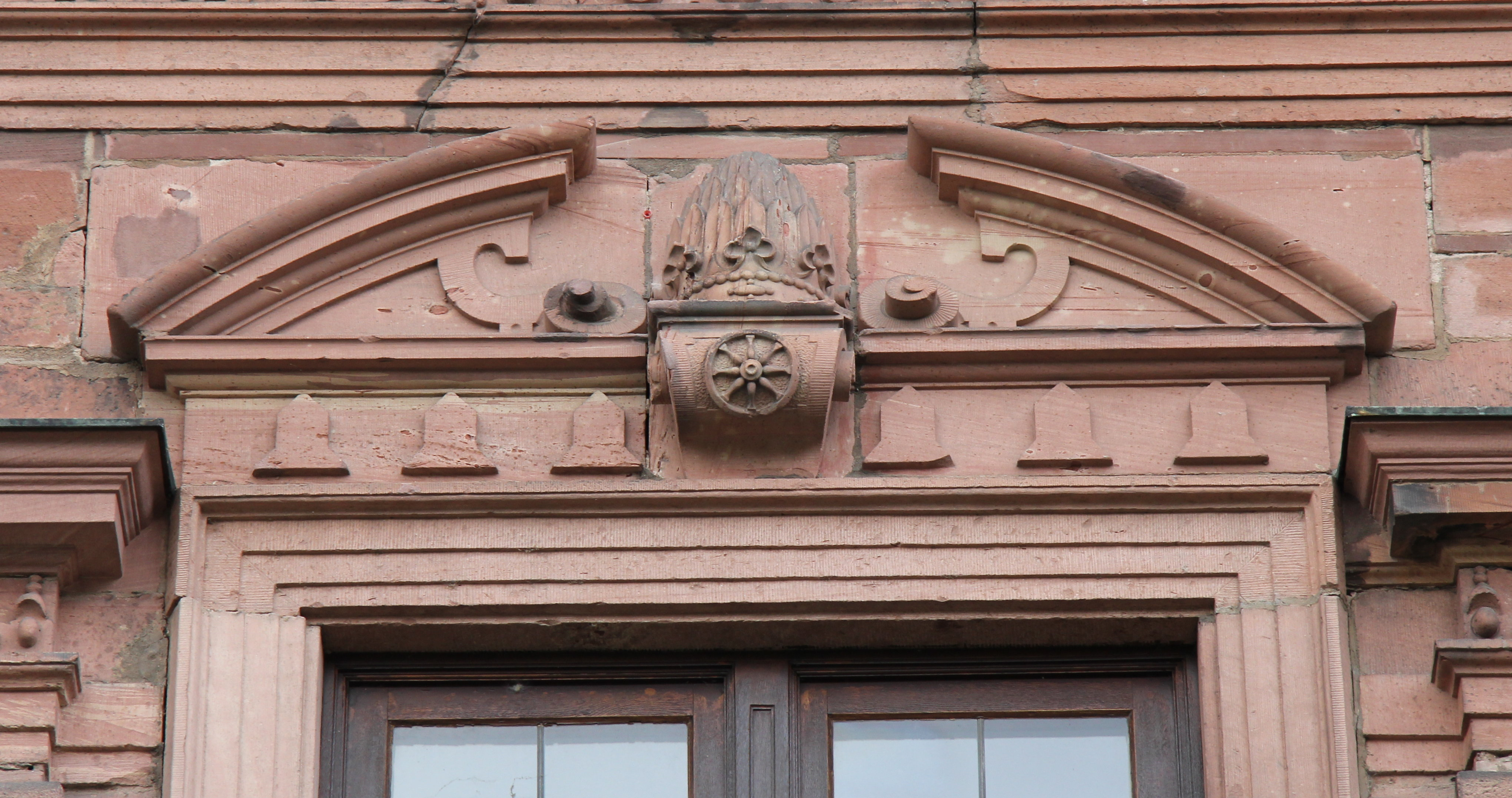
Fenstersturz am kurfürstlich-mainzischen Schloss Johannisburg, Aschaffenburg

### Stadt Mainz

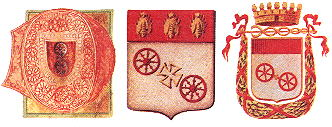
Wappen von 1440 bis 1811

Das Stadtwappen von Mainz weist seit den ersten Abbildungen im 15. Jahrhundert einige Veränderungen auf. So wurde das Doppelrad im 15. Jahrhundert senkrecht dargestellt. In Siebmachers Wappenbuch von 1605 ist auf der Tafel 220 unter Reichsstädte und andere Städte eine farbige Zeichnung des Mainzer Wappens abgebildet. In Rot ein fünfspeichiges silbernes Doppelrad, mit einem Kreuz verbunden.

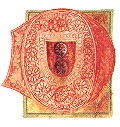
Wappen von 1440
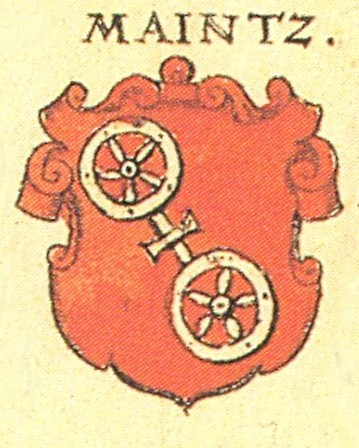
Siebmachers Wappenbuch Tafel 220: Maintz (um 1605)

Teilweise finden sich Darstellungen von zwei Einzelrädern mit einem freischwebenden Kreuz als Verbindung. Ein 1811 von Napoleon Bonaparte verliehenes Wappen an die damals französische Stadt Mayence weist vorübergehend weitreichende Veränderungen auf. So finden sich darauf typische Elemente der napoleonischen Heraldik wie Bienen, ein Adler, Mauerkrone und Eichenkranz.

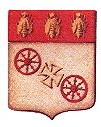
Mainzer Rad mit Bienen im Wappen der Bonne ville de l’Empire français Mayence ab 1811
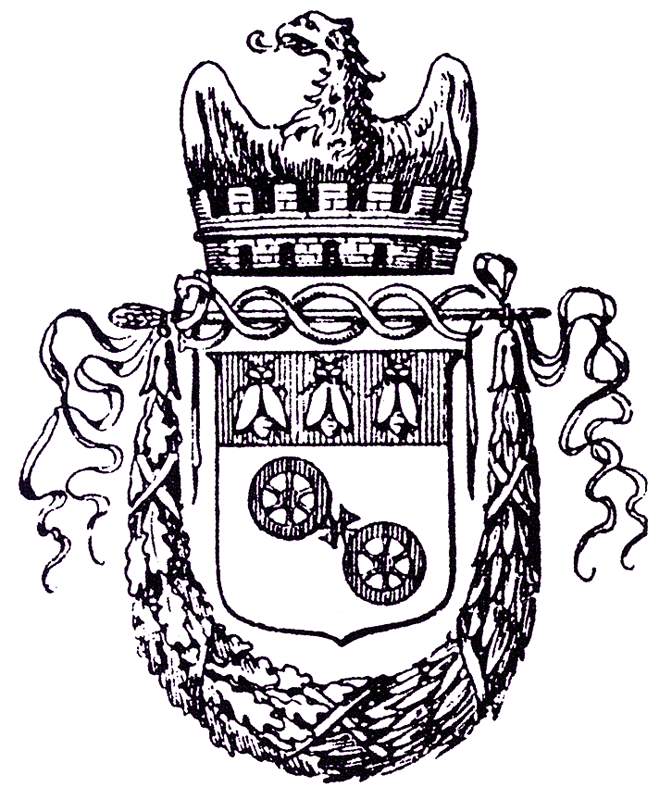
ebenso
ebenso
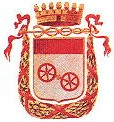
vereinfachte Darstellung, um 1811

Später wurde das Stadtwappen wieder vereinfacht und auf das Doppelrad reduziert. Die neueste Veränderung stammt aus dem Mai 2008 und wurde zum 1. Juni 2008 stadtrechtlich wirksam. Hierbei handelt es sich um eine leichte Modifikation des bisherigen Wappens. Der obere Rand des Wappenschildes ist nicht mehr gerade, sondern hat eine leichte Wölbung erhalten.

Darstellung bis 1992
1992 bis 2008
seit 2008

## Verbreitung

### Kommunalwappen

Wappen von Rheinland-Pfalz

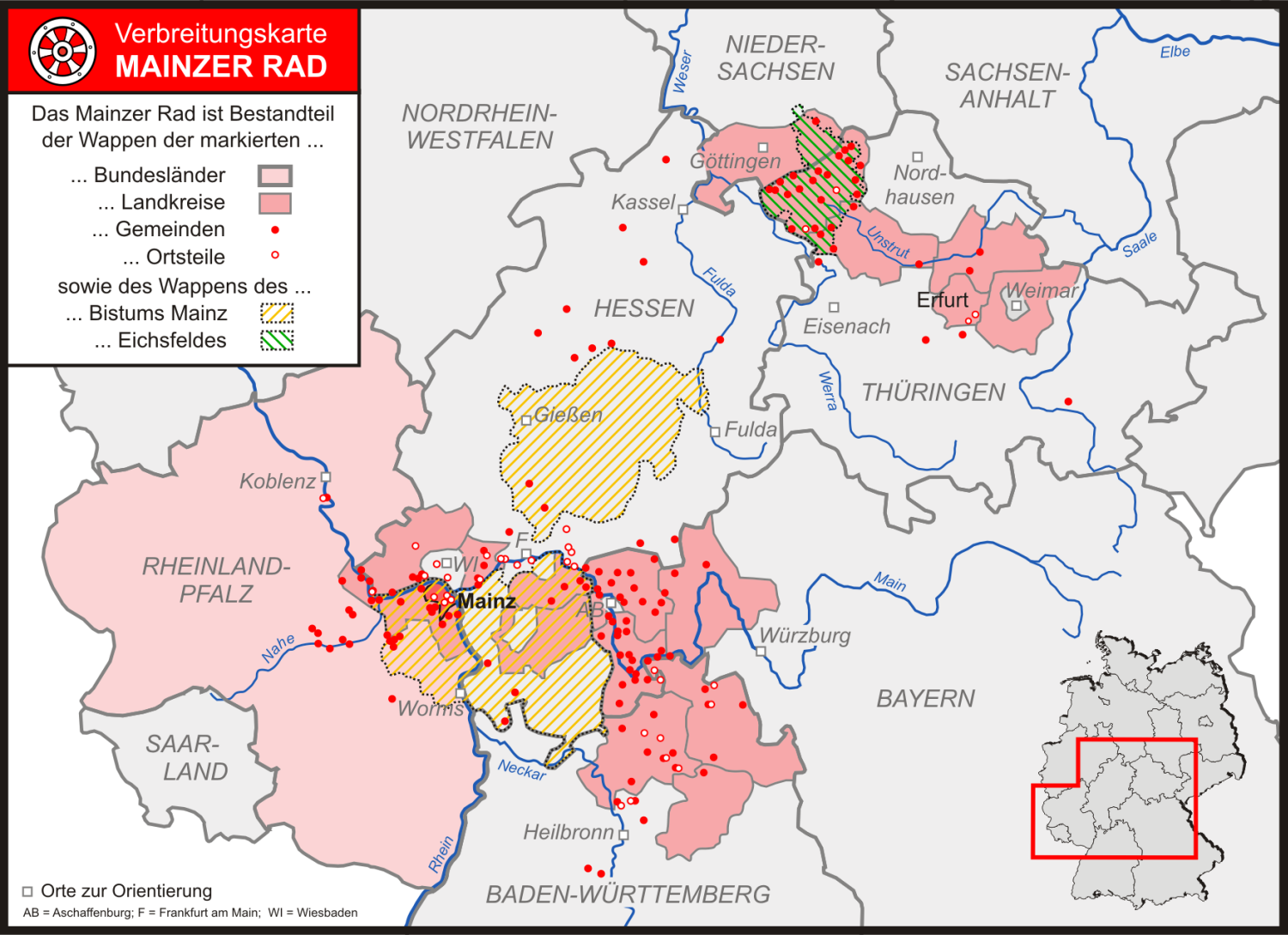
Verbreitung des Mainzer Rades

Das Erzbistum Mainz war ein zusammenhängendes Gebiet und reichte vom Hunsrück über Rheinhessen, Rheingau, Taunus, den nördlichen Odenwald und den Vogelsberg bis Einbeck und an die Saale (siehe Karte: Verbreitung des Mainzer Rades).
Durch die Kurmainzische Landesherrschaft bis 1803 verbreitete sich das Mainzer Rad über das weite Kurmainzer Territorium und ist in über 270 Kommunalwappen des ehemaligen Hochstifts zu finden.
Darüber hinaus wurde es auch bei der Gestaltung des Landeswappens von Rheinland-Pfalz 1948 einbezogen und befindet sich heraldisch links auf dem Wappenschild.

### Münzen und Siegel
- Das erste Doppelrad lässt sich auf Münzen des Erzbischofs Siegfried III. von Eppstein (1230–1249) nachweisen.
- Der Weißpfennig war eine spätmittelalterliche Groschenmünze. In der zweiten Hälfte des 14. Jahrhunderts war das die Vereinsmünze des rheinischen Münzbundes. Auf dieser Münze war das Mainzer Rad abgebildet und führte dazu, dass der Weißpfennig auch Raderalbus oder nur Albus genannt wurde. Der hohe Silbergehalt stand Pate für den Namen. Die Kurfürsten von Trier, Köln, Mainz und der Pfalz waren die Münzpräger.

Das Mainzer Rad ist auch in vielen Siegeln nachweisbar.
- Im Landfriedenssiegel (Pax Thuringiae) von Heinrich II., Erzbischof von 1286 bis 1288, ist ein achtspeichiges Rad enthalten:[8]
- im Dieburger Siegel (18. Jahrhundert)
- Darstellung des Rades auf den Gerichtssiegeln von Rauenberg und Wessental von 1811.

### Steinmetzarbeiten und Grenzsteine
- Am Eingangsportal der Friedhofsmauer von Möbisburg-Rhoda sind das Mainzer Rad und die Bischofsmütze abgebildet. Möbisburg gehörte historisch zu Erfurt und Kurmainz
- Am Mühlhäuser Landgraben befinden sich noch Grenzsteine mit dem Mainzer Rad des Kurmainzischen Fürstentums Eichsfeld auf der Rückseite.
- Im gesamten Eichsfeld gibt es noch kurmainzische Grenzsteine.
- Am Hang der Schlossleite zur Mühlburg (Drei Gleichen) finden sich mehrere Grenzsteine, welche das Mainzer Rad als Zeichen der Mainzer Hoheit und die Zahl 1777 tragen. Der damalige Landesherr, Erzbischof und Kurfürst zu Mainz, Friedrich Karl Joseph von Erthal, besuchte 1777 die Stadt Erfurt und die Mühlburg.
- Als Zeichen der Herrschaft wurden am Tor der Vorburg von Burg Scharfenstein (Eichsfeld) das Mainzer Rad und die Jahreszahl 1587 eingemeißelt. Die Burg war kurmainzisches Amtshaus und Gefängnis.
- Am Torbogen des Spitals zum Heiligen Geist in Bad Mergentheim ist im Herzschild des Wappens des Fürstbischofs Franz Ludwig von Pfalz-Neuburg in Gold ein schwarzer Adler, der ein kleines Brustschildchen mit dem silbernen Mainzer Rad in Rot trägt.
- Im Rathaus von Erligheim befindet sich ein steinernes Mainzer Rad. Die Gemeinde führt im Wappen kein Rad, sondern einen liegenden Mond. Wahrscheinlich kam der Stein 1666 pfandweise von der Herrschaft Bönnigheim (die das Mainzer Rad im Wappen hat) an die Herrscher Württembergs. Die steinerne Abbildung hat allerdings nur vier Speichen.[9]

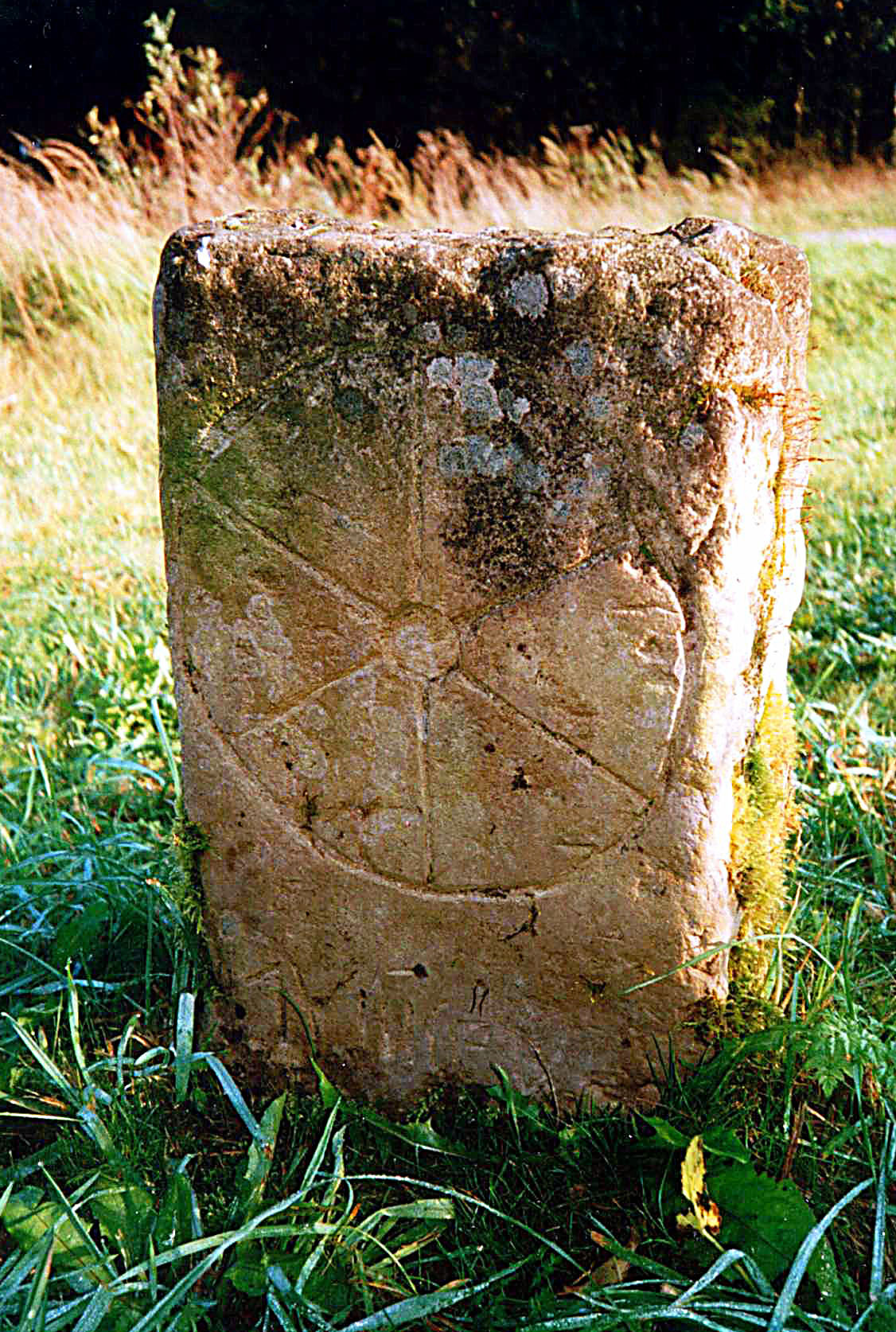
Nachbildung Kurmainzischer Grenzstein (südlich von Weilrode)
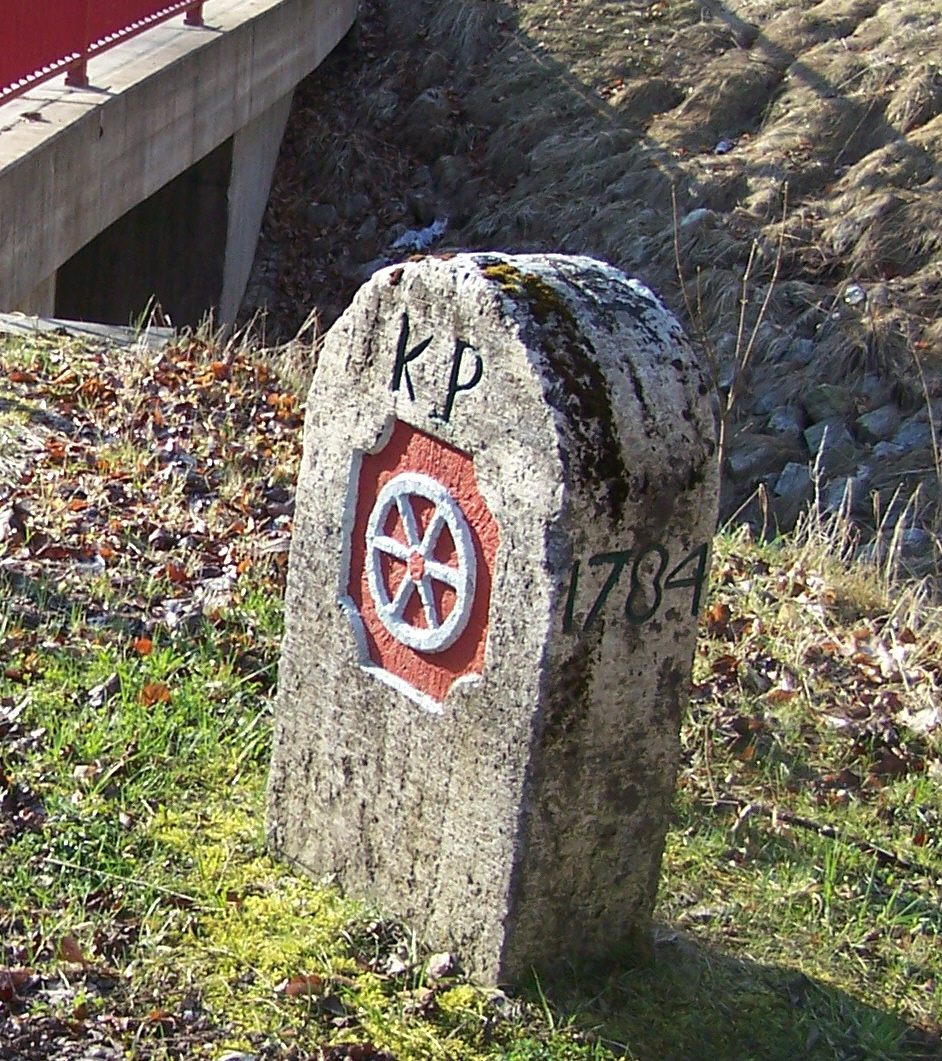
Grenzstein des Obereichsfeldes bei Heyerode (KP 1784)
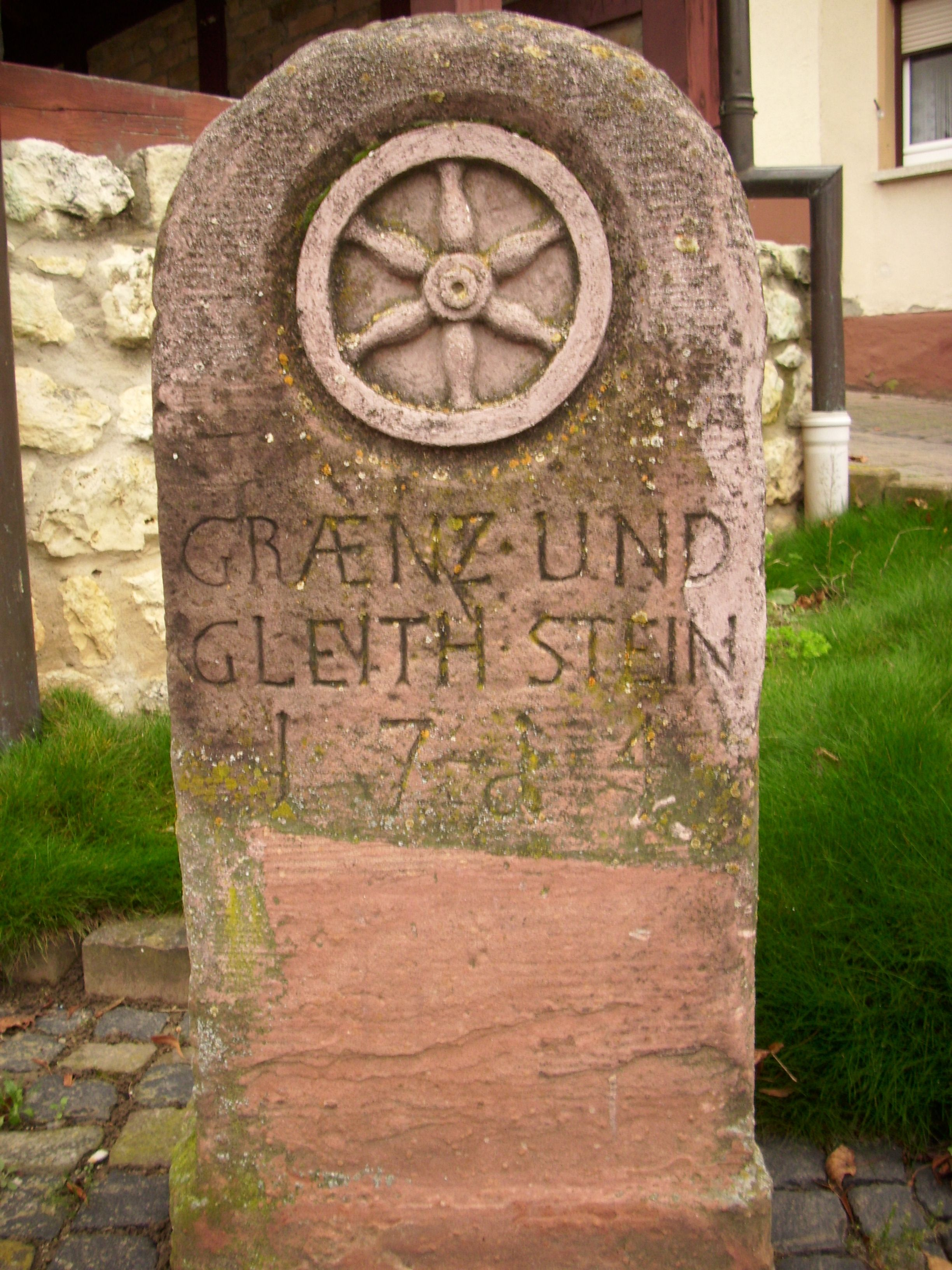
Grenz- und Gleitstein in Sörgenloch (Rheinhessen) von 1714
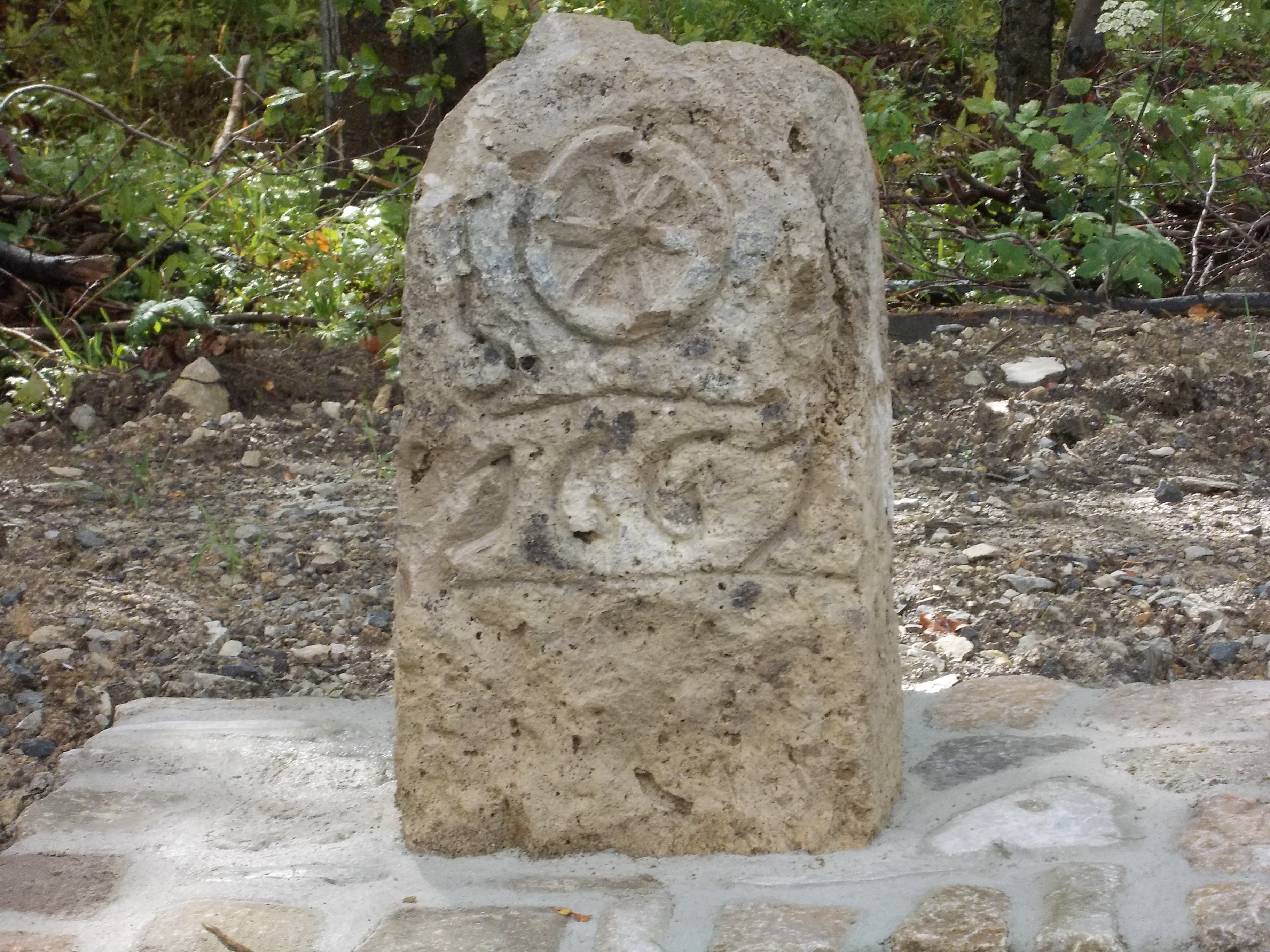
Grenzstein Eichsfeld des Bistums Mainz am Mühlhäuser Landgraben

### Namenspate

Das Mainzer Rad als Flüssigkristall

- Der Mainzer Chemiker Helmut Ringsdorf hat ein Flüssigkristallmolekül entworfen, das die Symmetrie des Mainzer Rades aufweist.[10] Dazu hat er zwei scheibenförmige Mesogene und ein stäbchenförmiges Mesogen lateral verknüpft. Mit einer Molekülgröße von rund fünf bis sieben Nanometern dürfte es die kleinste Realisierung des Mainzer Rades sein.
- Seit 2001 ist das Mainzer Rad die höchste Auszeichnung beim Festival des deutschen Kinos FILMZ in Mainz. Der Langfilmwettbewerb ist mit 1000 Euro dotiert.

### Sonstiges

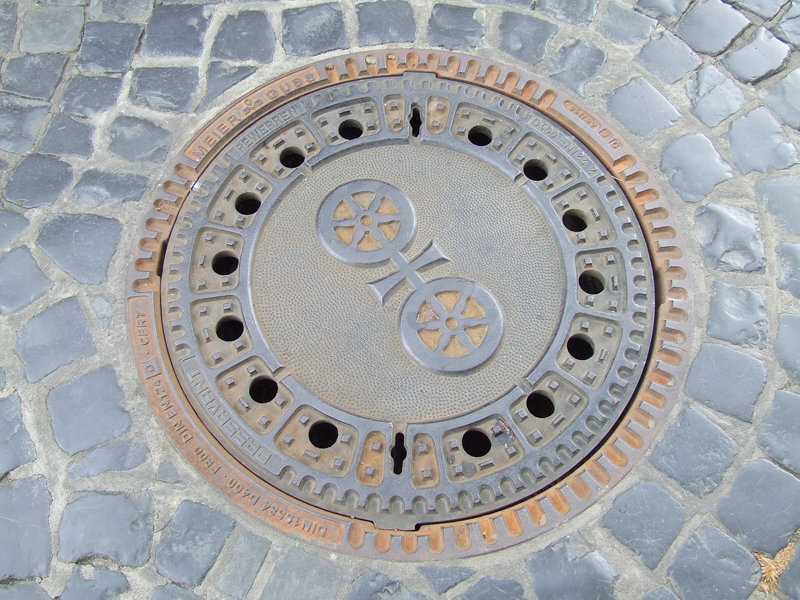
Typischer Mainzer Kanaldeckel

- Glasfenster des Mainzer Domes zeigen die meisten Bischofswappen mit dem sechsspeichigen silbernen Rad im roten Feld.
- Das 13. Messgewand im Mainzer Dom zeigt das Mainzer Rad in Flammen.[11]
- Die meisten Kanaldeckel in Mainz haben das Doppelrad als Motiv.
- Im Stadtmuseum von Bretten ist ein Kurfürstenteller aus dem 17. Jahrhundert aufbewahrt. Er ist aus Zinn und zeigt das Mainzer Rad.
- In St. Wendel steht die Basilika St. Wendelin mit Wappenmalereien etwa aus der Zeit von 1463 und 1464 an den Decken. Unter den 15 Wappen befindet sich das des Erzbischofs von Mainz, welches das Mainzer Rad zeigt.
- Das Wappen des in Mainz stationierten Feldjägerbataillons 251 enthält das Mainzer Rad und bringt damit die Verbundenheit des Bataillons mit der Stadt zum Ausdruck.[12]
- Das Mainzer Rad war das Firmenlogo der nicht mehr existenten Mainzer Aktien-Bierbrauerei.

## Sagen und Legenden rund um das Mainzer Rad

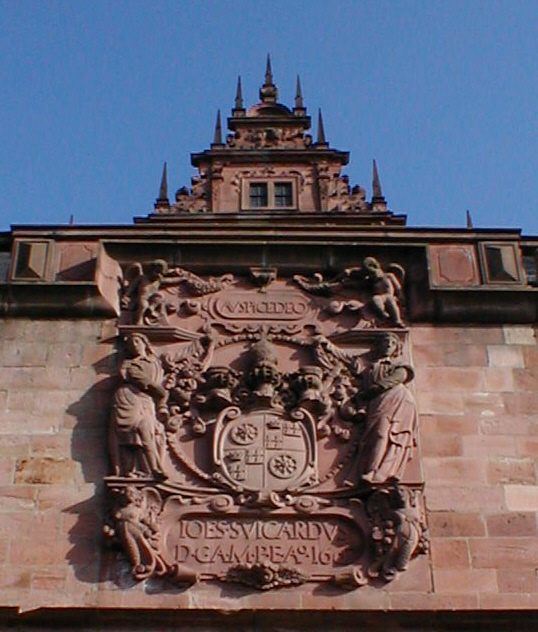
Wappenmauer von Schloss Johannisburg mit dem Mainzer Rad

Einer Sage zufolge soll der Kapuzinerpater Bernhard von Trier Schloss und Stadt Aschaffenburg 1631 vor der Plünderung durch die Truppen des schwedischen Königs Gustav Adolf durch seine Pfiffigkeit gerettet haben. Nachdem er die Schlüssel der Stadt übergeben hatte, ließ der schwedische König vernehmen, dass er es sehr schade fände, das erst wenige Jahre zuvor fertiggestellte Schloss niederbrennen zu müssen, da er es leider nicht mit nach Schweden nehmen könne. Der Kapuziner meinte jedoch, er könne dies durchaus tun, er müsse es einfach dorthin rollen. Fragend runzelte Gustav Adolf die Stirn und der schlaue Pater verwies auf die unter jedem der zahlreichen Fenster im 2. Stock eingemeißelten Räder (das Mainzer Wappen). Daraufhin musste der König lachen und verzichtete auf eine Zerstörung.